# Obzorníkové souřadnice

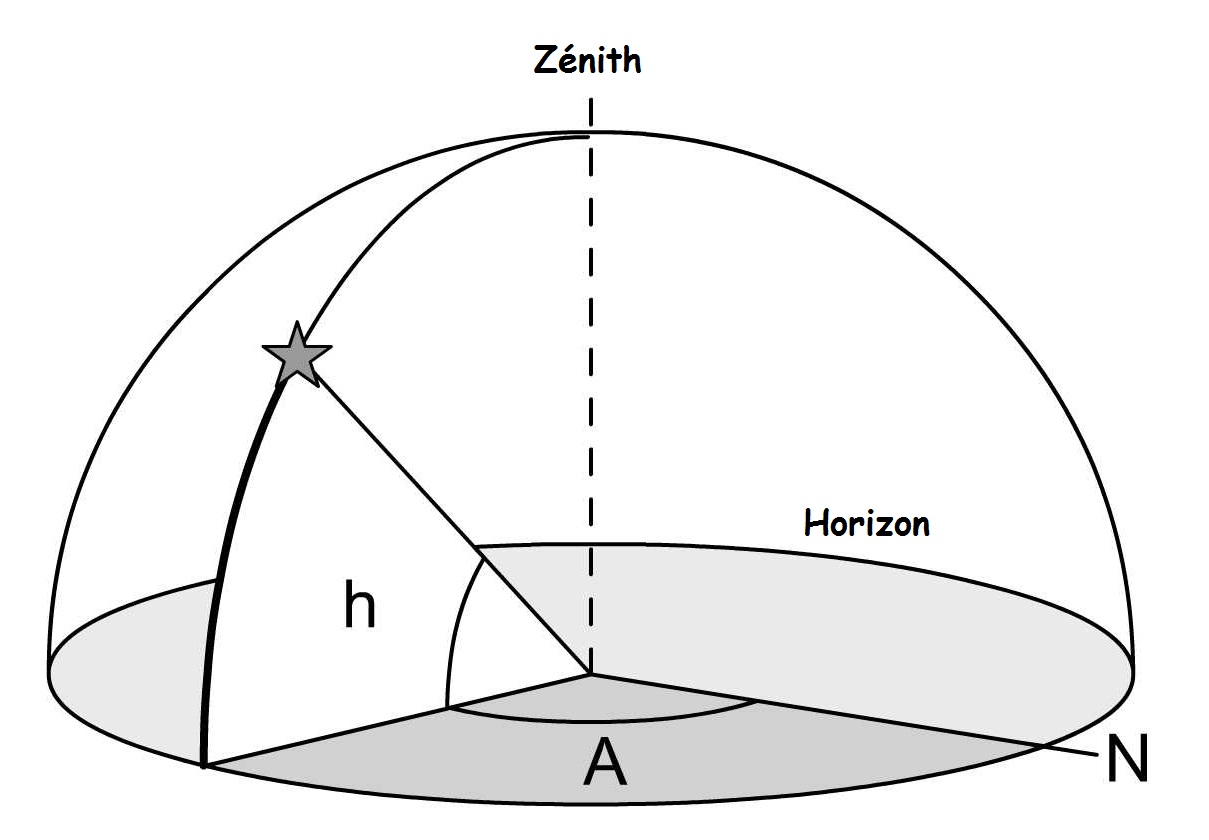
Obzorníkové souřadnice dané azimutem A a výškou h

Obzorníkové souřadnice jsou souřadnice, s jejichž pomocí se určují polohy nebeských těles na nebeské sféře. Základní rovinou obzorníkových souřadnic je rovina obzoru (též obzorník), za výchozí bod se pak považuje jižní bod obzoru (tj. bod průsečíku meridiánu s obzorníkem).
Mezi tyto souřadnice patří:
- astronomický azimut (A) – úhel mezi meridiánem a výškovou kružnicí, na níž se promítá pozorované nebeské těleso. Azimut nabývá hodnot 0° až 360° a měří se od jižního bodu obzoru ve směru hodinových ručiček. Astronomický azimut nelze zaměňovat s azimutem topografickým.
- výška (h) – výška nebeského tělesa nad obzorem. Měří se po obvodu výškové kružnice a nabývá kladných i záporných hodnot (0° až 90° pro nebeská tělesa nad obzorem, 0° až -90° pro nebeská tělesa pod obzorem). Místo výšky se někdy udává tzv. zenitová vzdálenost z (tj. vzdálenost nebeského tělesa od zenitu pozorovatele).

## Pomocné pojmy
Nebeská sféramyšlená kulová plocha s nekonečným poloměrem, v jejímž středu se nachází pozorovatel.
Hlavní kružnicekružnice, která vznikne průnikem nebeské sféry a jakékoli roviny, která prochází stanovištěm pozorovatele, tedy i středem nebeské sféry.
Vedlejší kružnicekružnice, která vznikne průnikem nebeské sféry a jakékoli roviny, která neprochází stanovištěm pozorovatele.

## Důležité kružnice
Horizont (obzor)kružnice vzniklá střetem nebeské sféry s rovinou, která prochází místem pozorovatele. Rozlišujeme obzor zdánlivý (matematický) a pravý (skutečný, fyzický).
Meridián (místní nebeský poledník)Vertikála orientovaná směrem sever-jih.
AlmukantarátyVedlejší kružnice rovnoběžné s horizontem.
Vertikály (výškové kružnice)Hlavní kružnice kolmé k horizontu.
První vertikálVertikála orientovaná směrem východ-západ.

## Význačné body
Zenit (nadhlavník)Bod nebeské sféry ležící přímo nad pozorovatelem.
Nadir (podnožník)Bod nebeské sféry ležící přímo pod pozorovatelem.
Severní bodSeverní průsečík meridiánu a horizontu.
Jižní bodJižní průsečík meridiánu a horizontu.
Západní bodZápadní průsečík první vertikály a horizontu.
Východní bodVýchodní průsečík první vertikály a horizontu.